# Monica Coleman (Theologin)

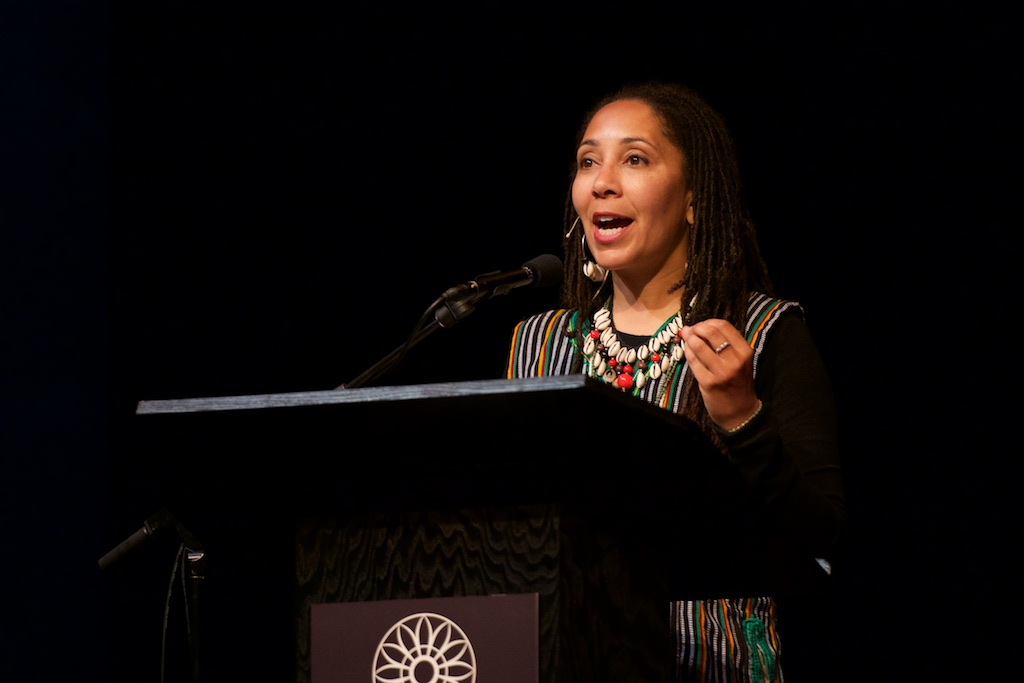
Monica Coleman

Monica A. Coleman (* 1974 in Ann Arbor, Michigan) ist eine US-amerikanische Autorin und methodistische Theologin.

## Leben
Coleman studierte Theologie, unter anderem an der Harvard University und der Vanderbilt University. Sie ist ordinierte Pastorin der African Methodist Episcopal Church. Sie lehrt Theologie und Afrikanisch-Amerikanische Religionen an der Claremont School of Theology in Claremont, Kalifornien, und ist Dozentin an der Claremont Graduate University. Als Autorin verfasste sie mehrere Werke.
Bei Monica A. Coleman handelt es sich nicht um die Person, die seit 2015 mit der US-amerikanischen Sängerin Kate Pierson verheiratet ist.

## Werke (Auswahl)
- The Dinah Project: A Handbook for Congregational Response to Sexual Violence. Wipf&Stock, Eugene, Oregon 2004.
- Making a Way Out of No Way: A Womanist Theology. Fortress Press, Minneapolis 2008.
- Hrsg. mit Nancy Howell und Helene Tallon Russell: Creating Women's Theology: A Movement Engaging Process Theology. Pickwick, Eugene, Oregon 2011.
- Not Alone: Reflections on Faith and Depression – A 40-Day Devotional. Inner Prizes Inc, Culver City, California 2012.
- Bipolar Faith: A Black Woman's Journey with Depression and Faith. Fortress Press, Minneapolis 2016.